# Gare de Ménilmontant
Gare de Ménilmontant je zrušená železniční stanice v Paříži ve 20. obvodu. Nádraží bylo v provozu v letech 1862–1934.

## Lokace
Nádraží se nacházelo ve 20. obvodu na adrese 9 rue de la Mare. Bylo součástí zrušené tratě Petite Ceinture a leželo na kilometru 24,809 mezi stanicemi Charonne a Belleville-Villette.

## Historie
Nádraží bylo pro cestující otevřeno 14. července 1862 nejprve jako provizorní dřevěná stavba s východem na náměstí před tamním kostelem. Kvůli zvyšujícímu se počtu pasažérů byla 14. července 1868 zahájena stavba nové zděné budovy. Práce byly ukončeny na počátku následujícího roku. V roce 1881 byla nahrazena lávka přes koleje a upravena nástupiště. Ve dnech 23. a 24. srpna 1944 zde odbojáři poškodili dva německé vojenské vlaky.
Tak jako celá linka Petite Ceinture bylo i nádraží uzavřeno pro osobní přepravu 23. července 1934.
Budova nádraží byla zbořena a na jejím místě vznikl v roce 1984 obytný dům. Odstraněna byla též nástupiště. V Rue de la Mare se dochovala mříž a několik schodů na bývalé nástupiště, v Rue de Ménilmontant schodiště k nástupišti. Dochovala se též lávka passerelle de la Mare přes bývalé kolejiště sloužící stále pro pěší.

## Další využití
Atelier parisien d'urbanisme zveřejnil v srpnu 2011 studii, předpokládající využití úseku železnice Petite Ceinture pro tramvajovou trať T8. V takovém případě by opět byla otevřena stanice Ménilmontant.